# 臺北大橋
台北大橋，俗稱台北橋，是位於台灣北部淡水河之上的橋樑，連結台北市大同區與新北市三重區。歷經多次改建，最近一次改建在1991年（民國80年）10月動工、1996年（民國85年）7月16日通車，長481.6公尺、寬44公尺。其架設於淡水河臺北市區河段最狹之處，目前屬於省道台1甲線其中一段，現今以機車道引道的「機車瀑布」景觀知名。台北市地名「大橋頭」即取自該橋。

## 歷史

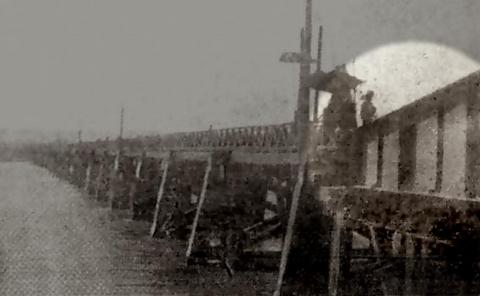
1889年清末完成的第一代木造臺北橋。當河道有船隻通行時，右邊亮光處鋼梁可旋轉

### 第一代橋梁
臺北大橋的前身可追溯自清領時期首任臺灣巡撫劉銘傳興建的台北新竹段鐵路，該段鐵路於1888年（清光緒十四年）正式動工，1889年（光緒十五年）8月，跨河木橋完工，連結了三重埔（今三重區）與臺北大稻埕埠頭。依據日人伊能嘉矩的記載，原本設計為鐵橋，礙於經費不足只好改為木橋，橋上鋪設鐵路軌道，兩側有人行道可通車馬，北岸（東岸）特設一孔跨度28公尺鐵製旋開橋，可隨時旋轉便於船隻通行，其餘橋身為跨距9.75公尺的木橋46孔，橋長465公尺（另一說為475.8公尺）。 由於木橋樁柱經常受到水浸，所以需要定期維修。
1895年日本接收台灣，稱該橋為淡水橋，並於1896年（日明治廿九年）進行修繕。1897年（明治三十年）8月初，颱風侵襲臺北導致淡水橋斷裂。臺灣總督府決定修改鐵路路線改由橫跨新店溪與大漢溪，經萬華、板橋、樹林南下。1899年（明治三十二年）舊鐵道拆除，1901年（明治三十四年）8月25日新鐵道與新店溪鐵橋興建完成通車，正式結束三重埔的鐵路歷史。淡水橋在當時是大龍峒和大稻埕一帶的重要轉口港，並帶動周邊欠發達地區的繁榮。

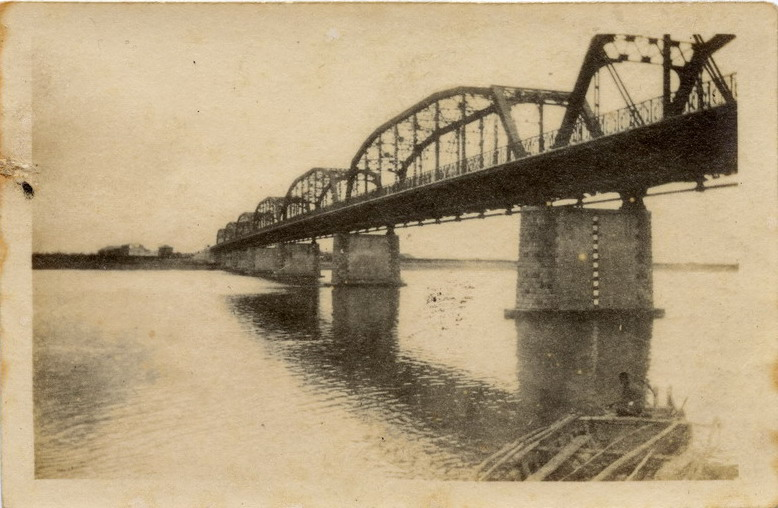
1925年日治時期的第三代台北橋

### 第二、三代橋梁
1920年（大正九年）4月3日舉行重建木橋的開通儀式，而修復完成的木橋也僅供人車通行，並將淡水橋改名臺北橋。1920年9月4日，淡水河暴漲造成橋樑受損。1921年（大正十年）2月，總督府決定放棄再興建木橋，並著手重建適合現代車輛通行的鐵桁架橋。竣工後，於台灣時間1925年（大正十四年）6月18日上午十時舉行通車典禮，仍保留舊名臺北橋。台北橋也成為台北八景之一的「鐵橋夕照」所在地。
1960年代，台北橋鏽蝕問題日益嚴重，因此決議拆除舊橋，重建一座新橋，並於1966年（民國五十五年）7月20日動工。

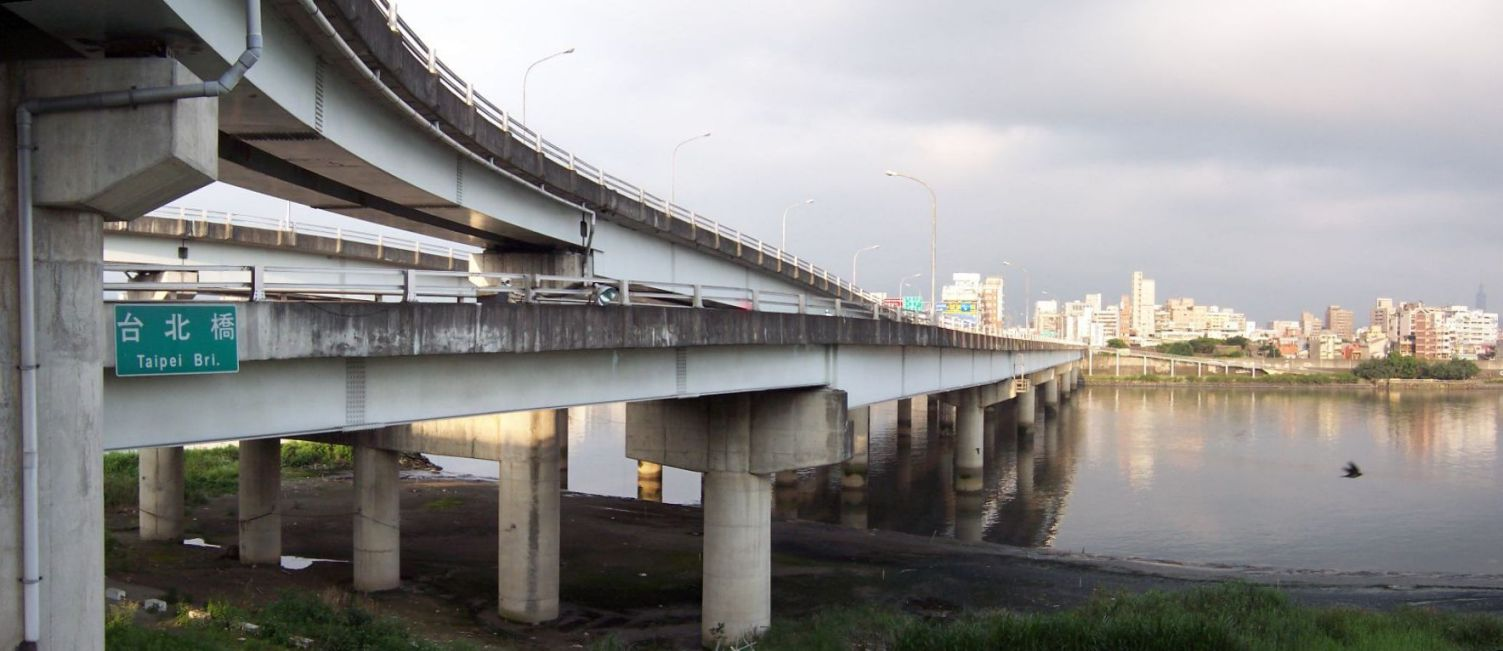
2008年的第五代台北大橋一景

### 第四代橋梁
1969年（民國五十八年）11月15日，臺北橋改建完畢並通車，從鐵橋改為水泥橋，為四線道路，橋長498.4公尺，並於主橋上游（南）側新建邊橋（副橋），為機車專用道及人行道。當時要在台北大橋通行需要付過橋費，一直到1977年（民國六十六年）7月1日才停收，而橋上的收費亭則到90年代中期進行改建工程時才拆除。

### 第五代橋梁
1987年（民國七十六年），因受去年中興橋斷橋事件影響，以及交通日漸負荷過重，台灣省公路局決議改建，計畫將主橋原本的四線道改為的六線道，並於主橋兩側新建邊橋（副橋），將來規畫為機車專用道及人行道。自1991年（民國八十年）10月動工，1996年（民國八十五年）6月中旬完工。於台灣時間1996年7月16日上午十時舉行通車典禮，當天中午十二時正式通車，即今日所見的台北大橋。

## 出入口列表
- 三重往臺北方向:
  - 西端入口：三重區重新路與福德南北路交叉口(2線汽車道+2線機車道)
  - 三重環河南路匝道入口：三重區環河南路與福德南路交叉口(1線汽車道+1線機車道)
  - 東端出口：
    - 民權西路與重慶北路交叉口(1線汽車道)、民權西路與大龍街交叉口(1線公車專用道+1線汽車道)
    - 民權西路與延平北路交叉口(2線機車道)
- 臺北往三重方向：
  - 東端入口：
    - 民權西路與重慶北路交叉口(1線汽車道)、民權西路與大龍街交叉口(1線公車專用道+1線汽車道)
    - 民權西路與延平北路交叉口(2線機車道)[35]

  - 西端出口：
    - 三重區重新路與福德南北路交叉口(2線快車道+2線機車道)
    - 三重環河北路匝道出口：三重區環河北路與長元街交叉口(1線快車道+1線機車道)

## 周邊交通

### 臺北捷運
- 中和新蘆線以與台北大橋平行的方式從河床底下穿越淡水河。以下是該橋鄰近的兩個捷運車站：
  - 台北橋站（新北市三重區）
  - 大橋頭站（臺北市大同區）

## 圖片集

### 老照片

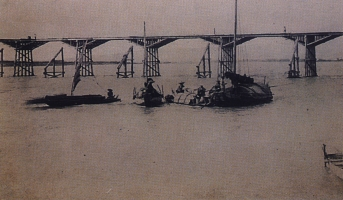
1920年日治時期完成的第二代台北大橋木橋
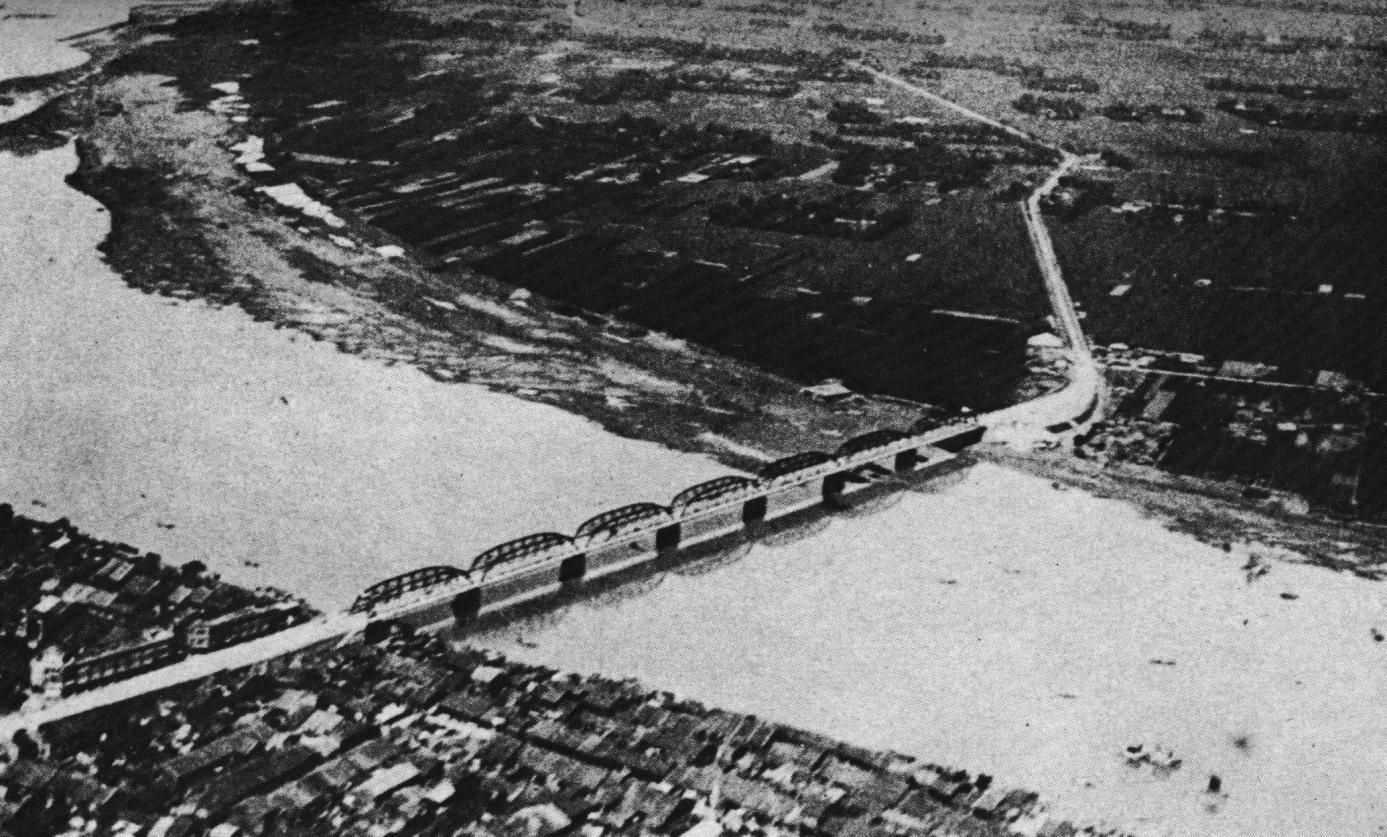
1925年日治時期的第三代台北大橋鐵橋，圖中上方為三重地區
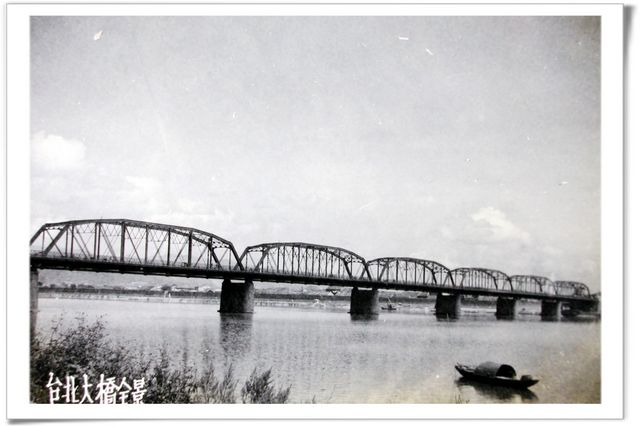
1925年的台北大橋
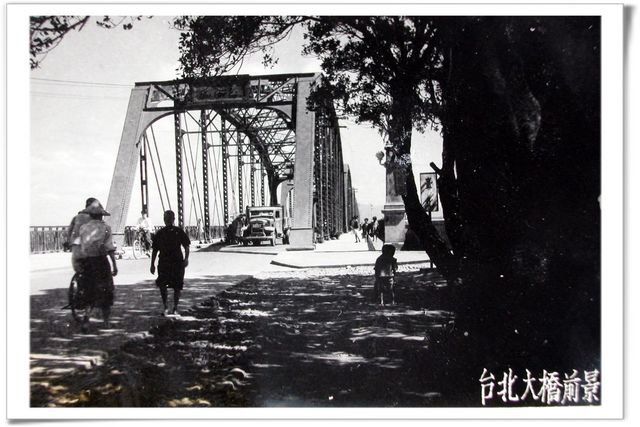
1925年的台北大橋端
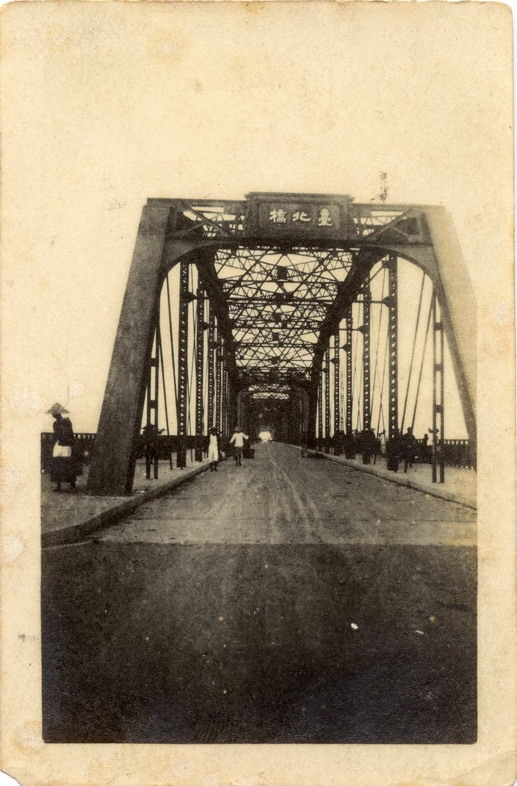
臺北橋
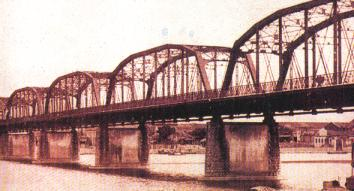
台北大橋
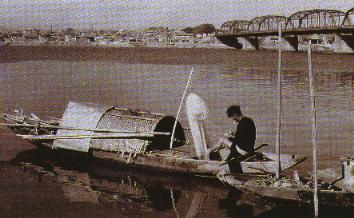
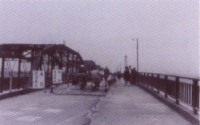

### 台北橋今貌

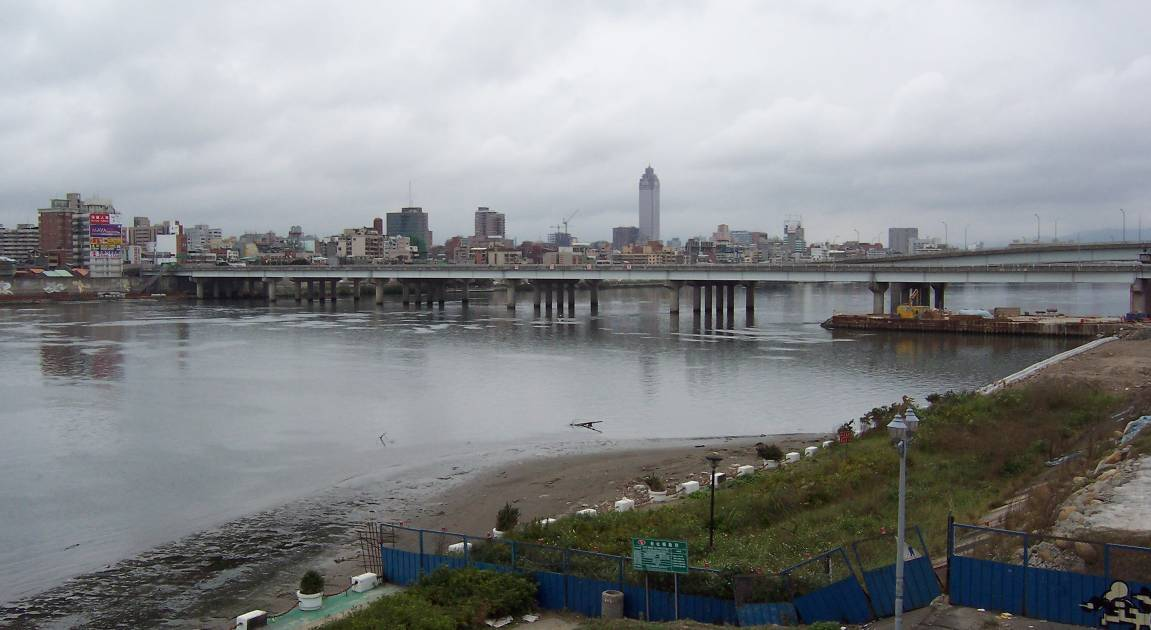
2005年的第五代台北橋與淡水河，照片背景最高樓為新光人壽保險摩天大樓
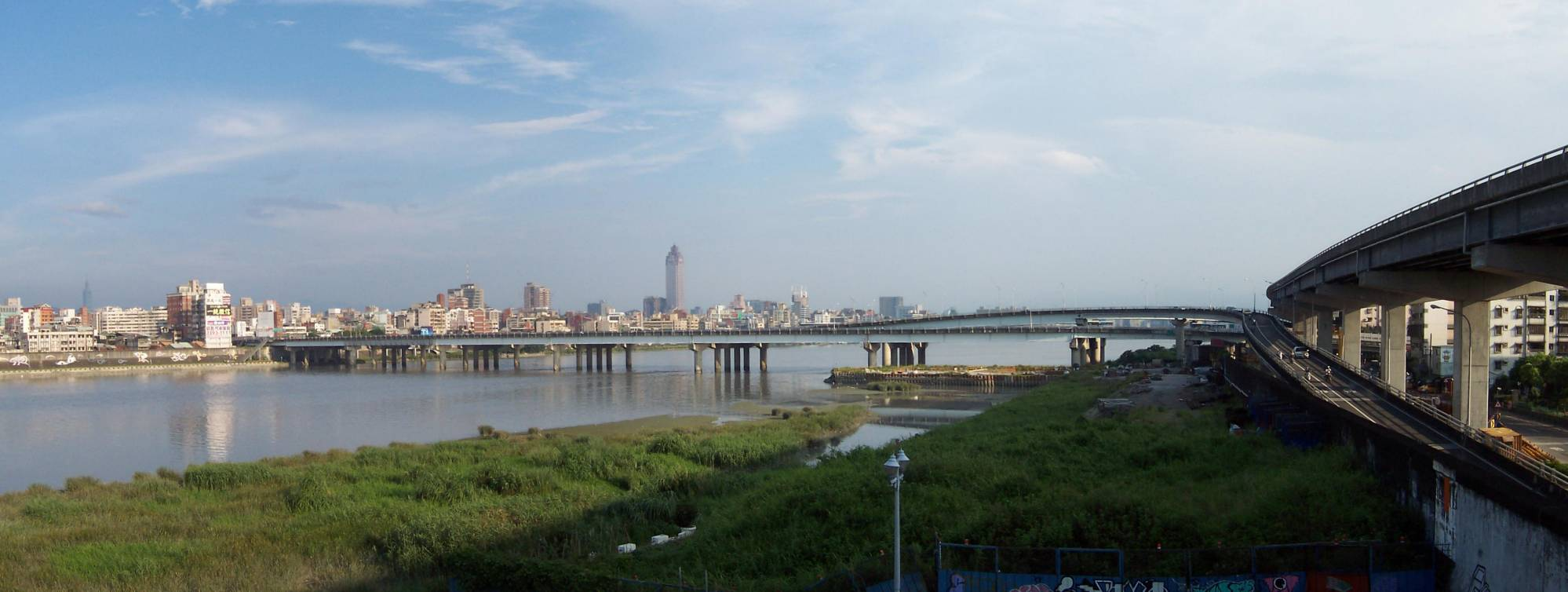
從三重看台北橋，右側為新北環河快速道路
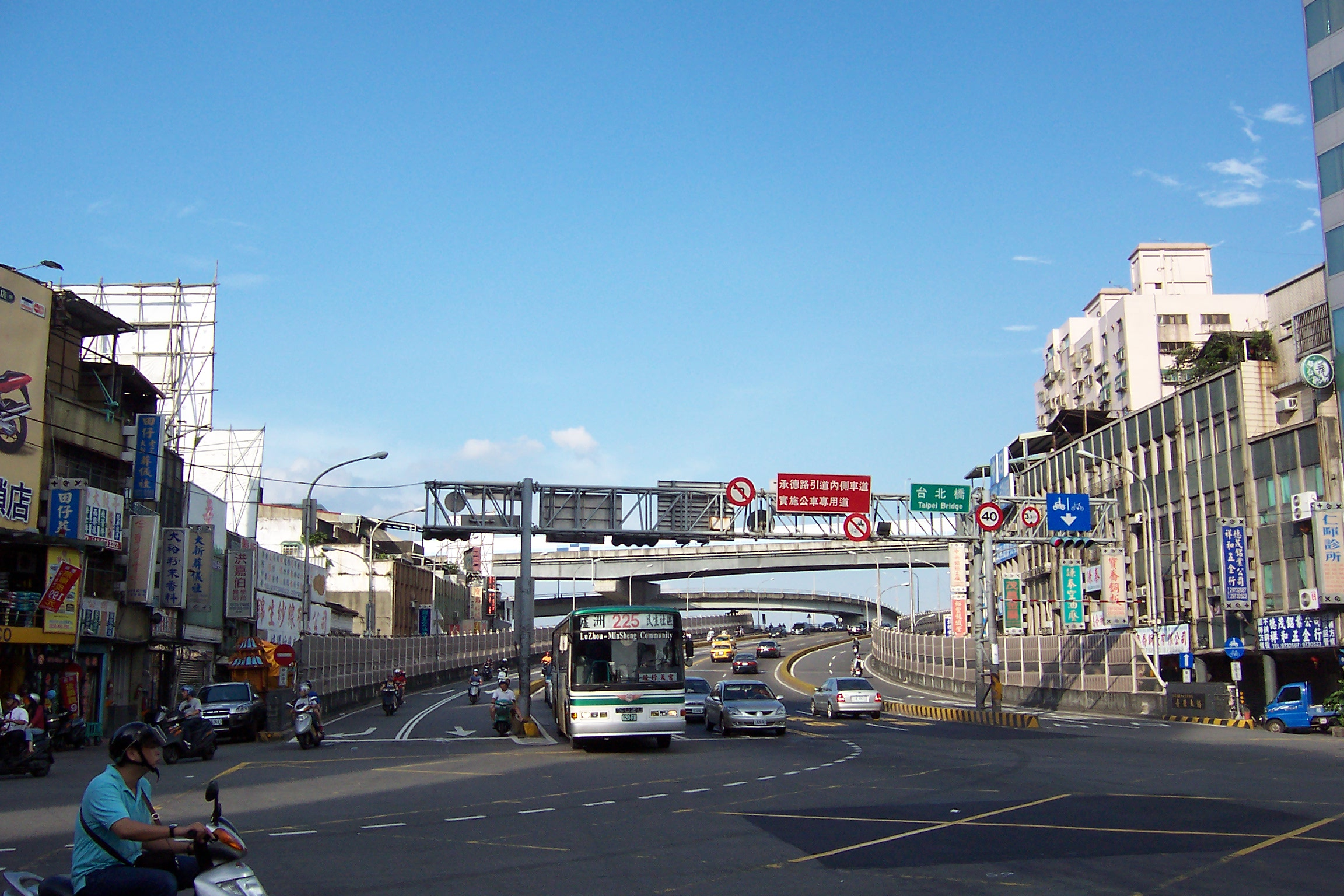
台北橋三重端，位於台1甲線重新路與福德路口
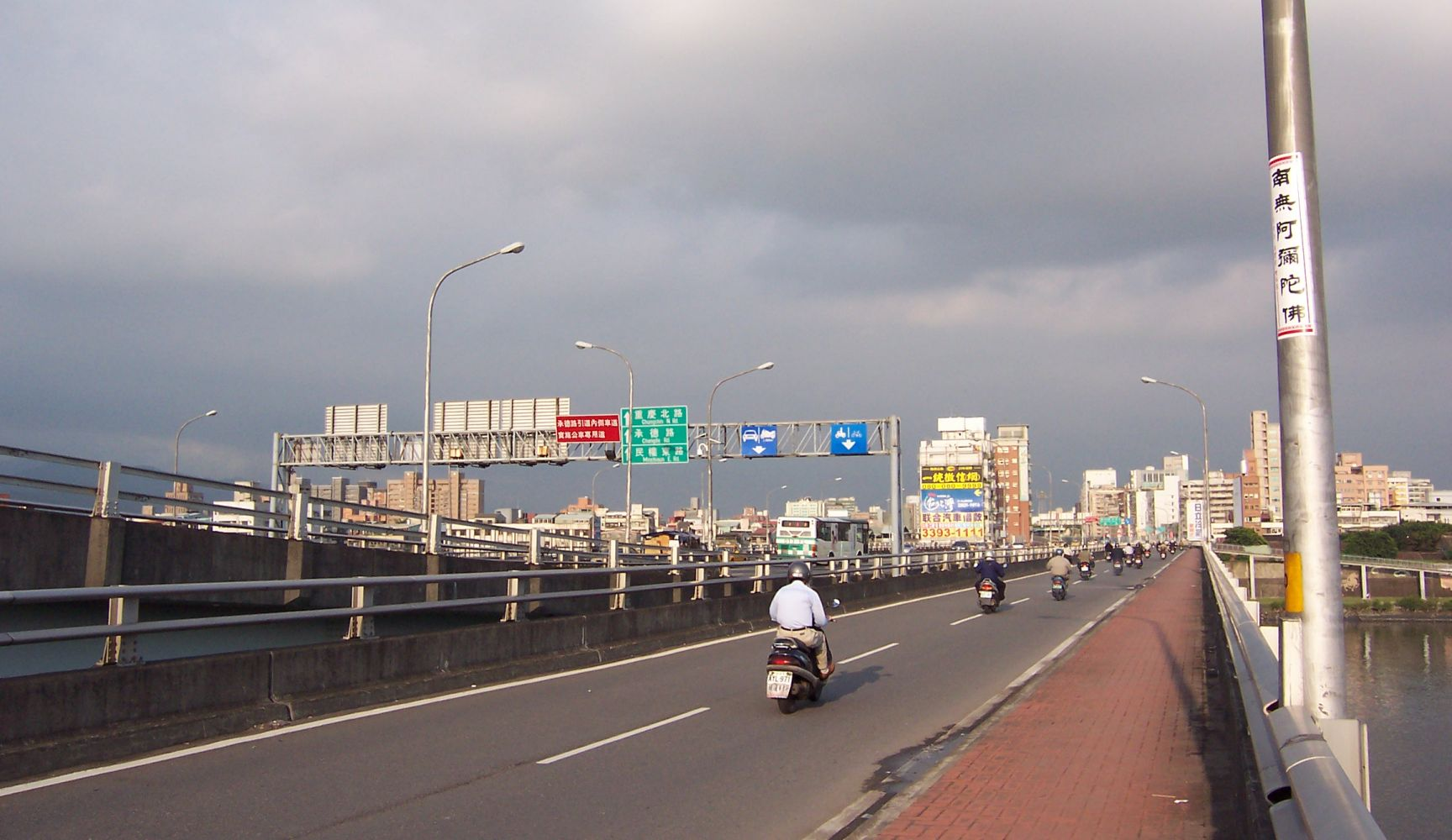
2008年的台北大橋，東行往臺北市方向的機、慢車道
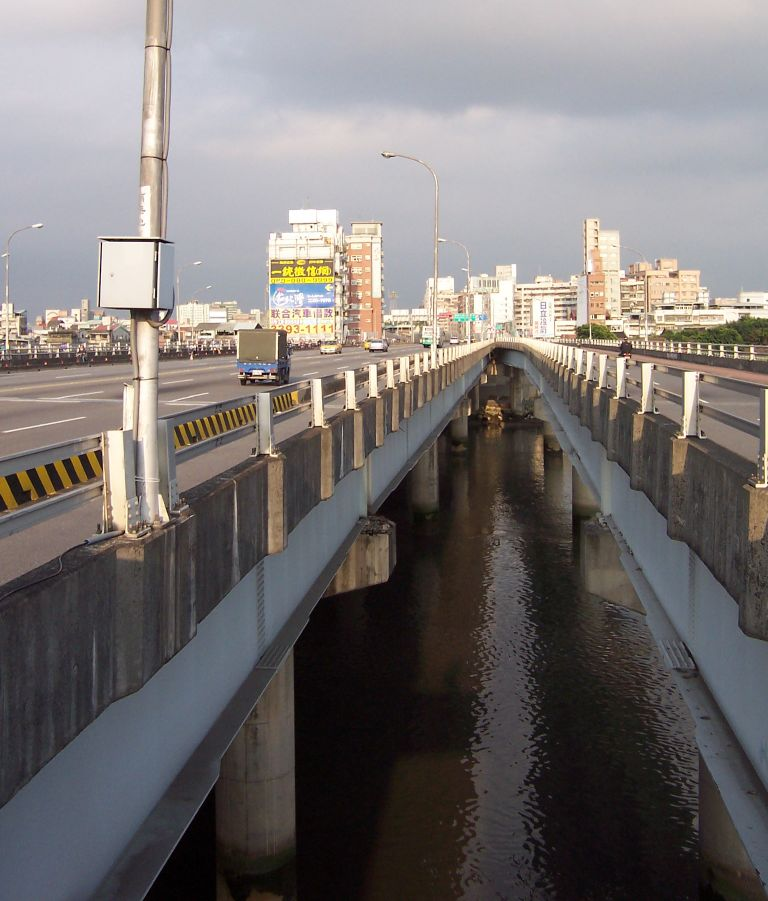
東行往臺北市方向的台北橋上，右側為機、慢車道，左側為快車道
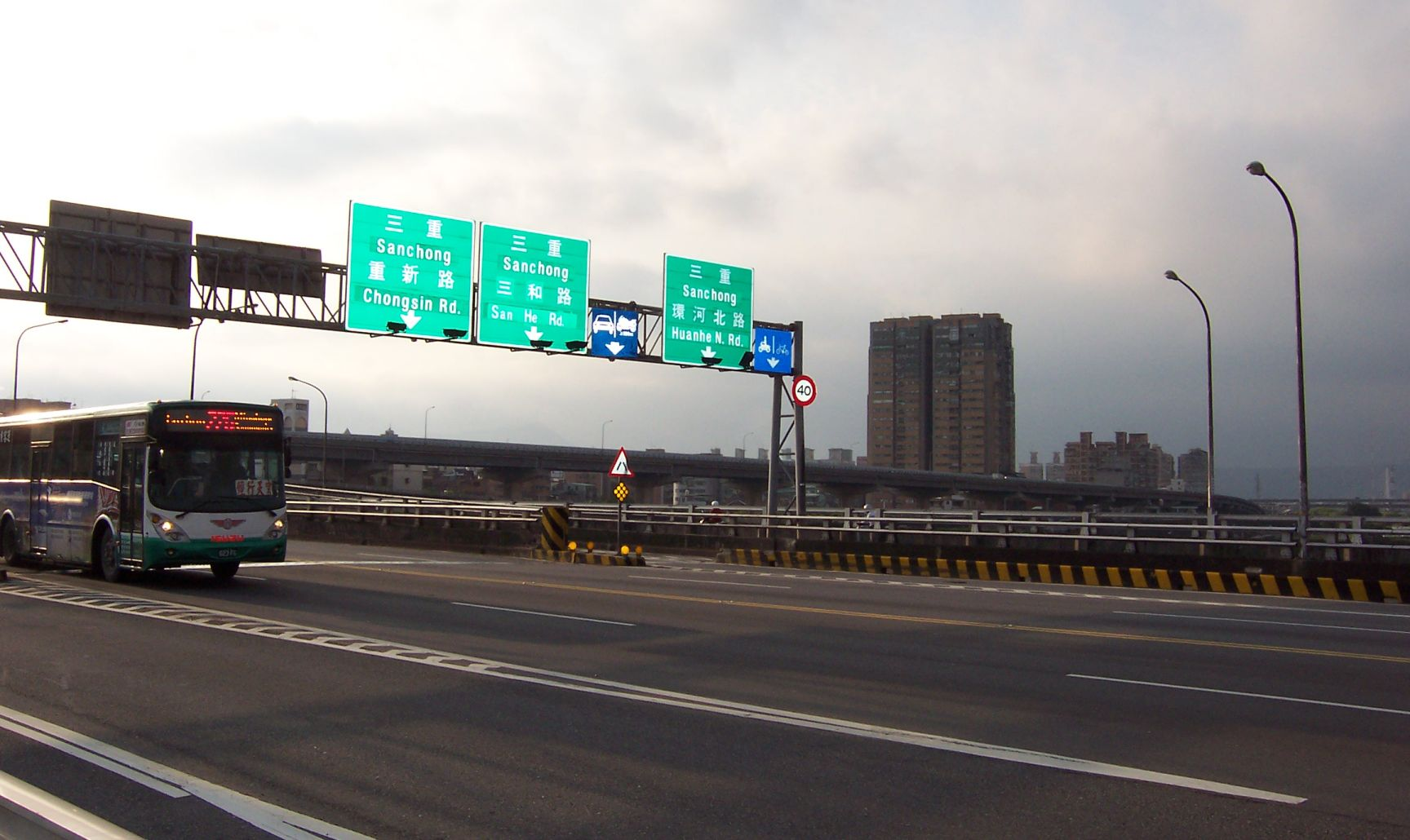
台北橋快車道
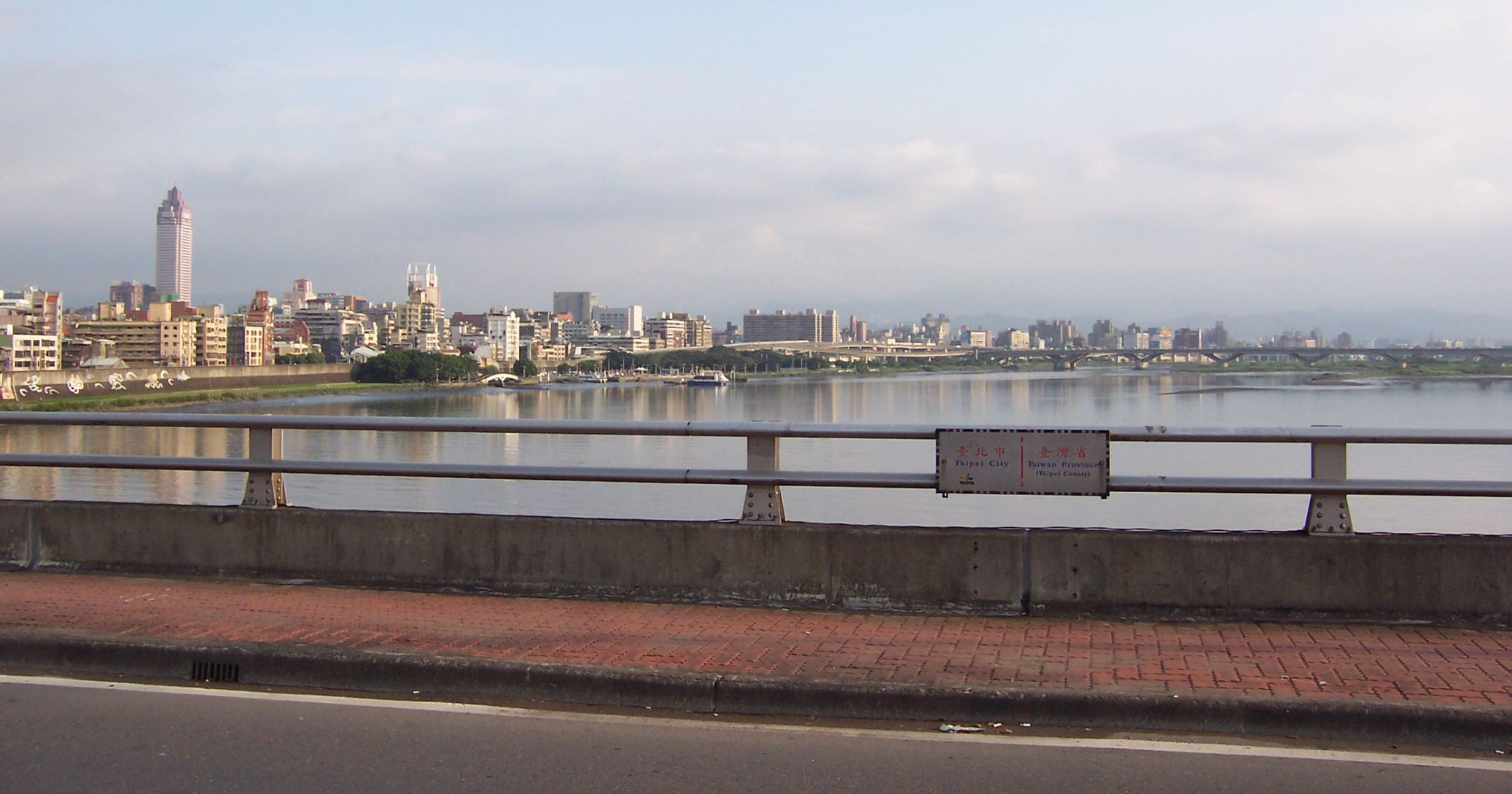
從台北大橋東行方向的機慢車道往南眺望台北市區，橋上護欄有台北市與新北市的分界線標誌
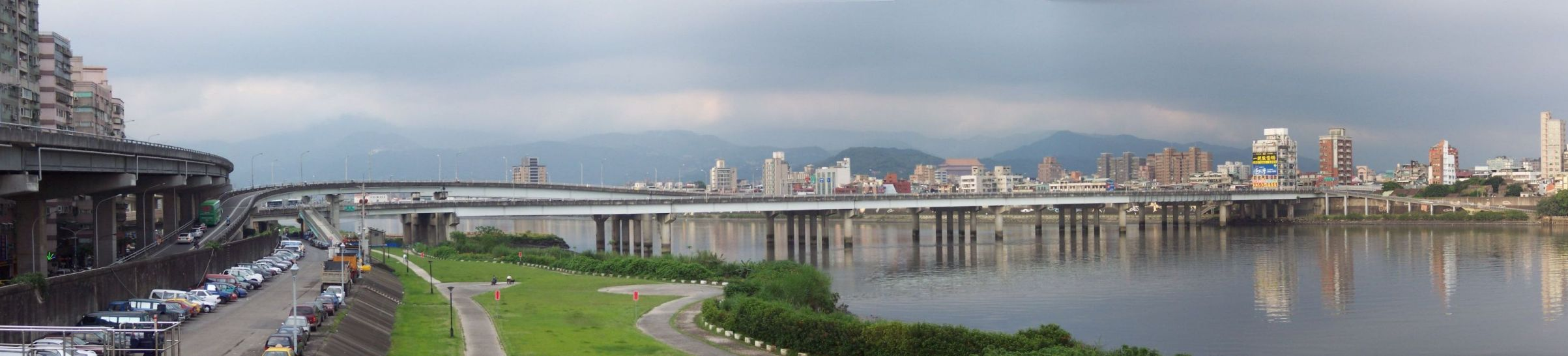
從三重看台北大橋，2008年拍攝
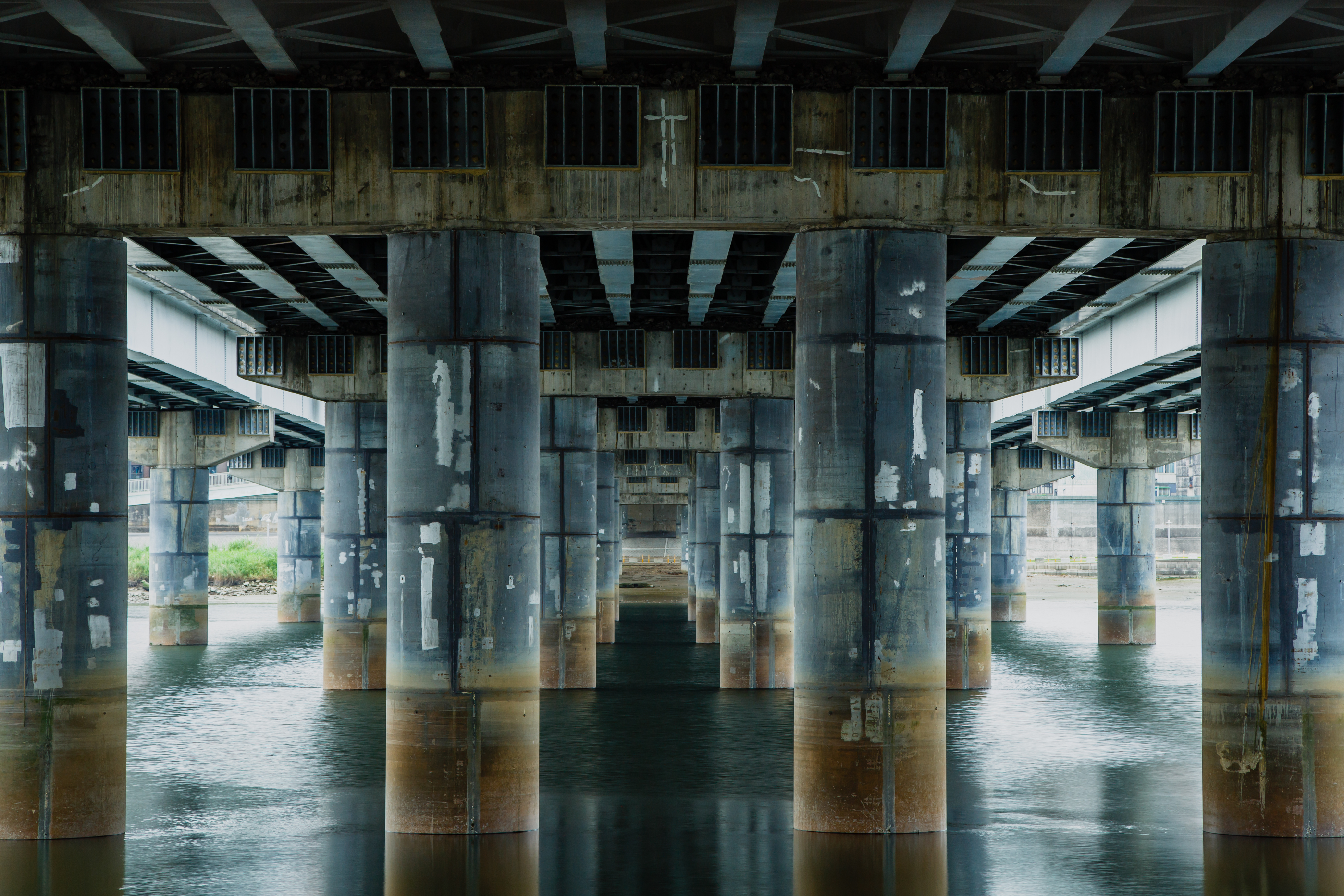
台北橋的橋墩
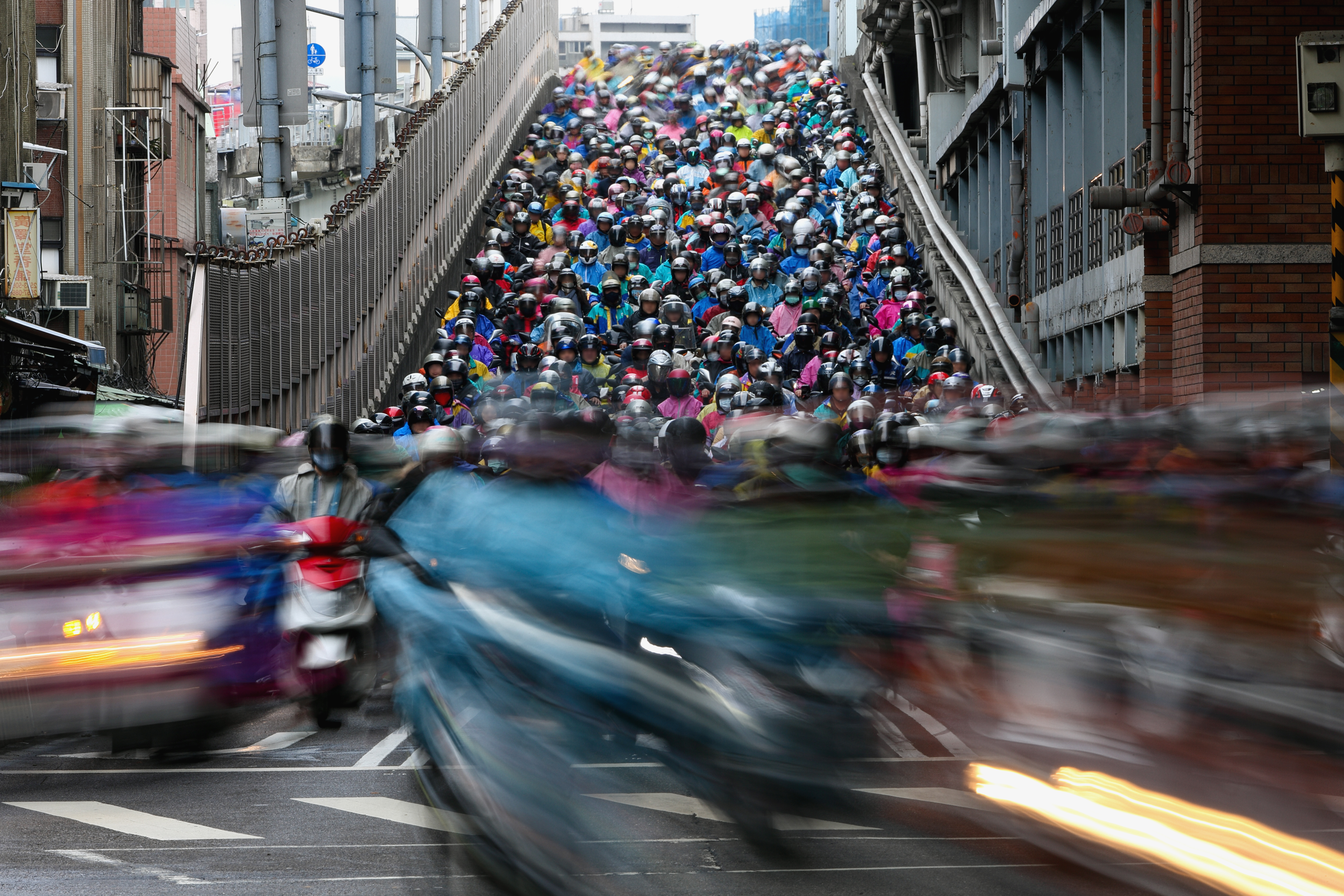
台北大橋東端出口機車道的「機車瀑布」

## 相關作品
- 河邊春夢

### 註腳
1. 1 2  王韻瑾.  (PDF). 中華民國交通部公路總局: 第2頁. 2006年3月  [2012-06-26]. （原始内容存档 (PDF)于2013-10-05） （中文（臺灣））.
2. 1 2 3  吳小虹 2006，第102-107頁.
3. 1 2  黃智偉，〈清代臺鐵坎坷路〉. . 2008年3～4月號: 頁40.
4. ↑  . 臺灣日日新報. 1918-05-03: 第4版.
5. 1 2 3  莊永明教授. 『臺北大橋歷史』. （页面存档备份，存于） （中文）
6. 1 2 3 4 5 6 7 8 9 10 11  鄭懿瀛 (编). . 三重市公所 (國家圖書館 臺灣記憶). 2005: 338-345、453-461  [2022-01-22]. ISBN 986000904X. （原始内容存档于2022-01-22）.
7. ↑  曾迺碩 (编). . 臺北市文獻委員會. 1990: 21-22  [2022-01-22]. （原始内容存档于2022-01-22）. 國家圖書館 臺灣記憶
8. 1 2  Tales of Sanchong 的存檔，存档日期2012-03-16. at Sanchong City Government website
9. ↑  黃智偉，〈以土木工程的角度看清代臺鐵〉. . 2008年5～6月號: 頁59.
10. ↑  . 臺灣日日新報. 1896-08-24: 第3版.
11. ↑  . 臺灣日日新報. 1897-08-10: 第2版.
12. ↑  . . 臺灣總督府鐵道部 (國立國會圖書館 數位典藏). 1910年: 頁207–208  [2022-01-22]. （原始内容存档于2022-01-21）.
13. ↑  . 臺北: 臺灣總督府鐵道部. 1911年3月25日，日本國立國會圖書館數位典藏: 頁141  [2020年5月15日]. （原始内容存档于2020年8月6日） （日语）.
14. ↑  . 臺灣日日新報. 1899-03-12: 第2版.
15. ↑  Yanping N. Rd. Sec. 3 Night Market[永久] at Taipei City Market Administration Office website
16. ↑  . 臺灣日日新報. 1920-04-03: 第5版.
17. ↑  . 臺灣日日新報. 1920-04-01: 第7版.
18. ↑  . 臺灣日日新報. 1920-09-05: 第6版.
19. ↑  . 臺灣日日新報. 1921-02-08: 第7版.
20. ↑  . 臺灣日日新報. 1925-06-18: 第3版.
21. 1 2  "From Paddy Fields to Modern High-Rises: 120 Years of Taipei City." 的存檔，存档日期2011-07-17. at Vision Tourism website. 1 July 2004.
22. ↑  《自由電子報》1925年…鐵橋夕照 台北八景之一 （页面存档备份，存于） （中文）
23. ↑  . 民聲日報 (國立公共資訊圖書館 數位典藏服務網). 1965-08-16  [2022-01-22]. （原始内容存档于2022-06-11）.
24. ↑  . 聯合報. 1960-12-20: 第2版.
25. ↑  劉朗. . 經濟日報. 1969-10-30: 第8版.
26. ↑  . 民聲日報 (國立公共資訊圖書館 數位典藏服務網). 1966-03-17  [2022-01-22]. （原始内容存档于2022-06-10）.
27. ↑  . 民聲日報 (國立公共資訊圖書館 數位典藏服務網). 1968-12-11  [2022-01-22]. （原始内容存档于2022-01-22）.
28. ↑  . 聯合報. 1977-07-01: 第3版.
29. ↑  . 民生報. 1987-03-21: 第6版.
30. ↑  沈長祿. . 聯合報. 1991-10-08: 第14版.
31. ↑  . 聯合報. 1996-07-16: 第13版.
32. ↑  董智森. . 聯合報. 1996-06-27: 第13版.
33. ↑  盧禮賓. . 聯合報. 1996-07-17: 第13版.
34. ↑  林家群. . 中國時報. 1996-07-16: 第14版.
35. ↑  .   [2014-01-14]. （原始内容存档于2012-09-07）.

### 書籍
- 吳小虹. . 台北縣: 博揚文化. 2006年4月. ISBN 957-0463-75-9 （中文（臺灣））.
- 鄭秋蟬. . 新北市政府教育局. 2019年1月. ISBN 978-986-05-8508-7 （中文（臺灣））.

## 延伸閱讀
- 賴進貴等 (编). . 台北市政府新聞處. 2003年10月. ISBN 957-01-5232-X （中文（臺灣））.
- 李乾龍. 蔡棟雄 , 编. . 臺北縣三重市公所. 2005年8月. ISBN 986-00-1599-6 （中文（臺灣））.

## 外部連結
- 台北大橋扶輪社-台北大橋 （页面存档备份，存于）
- 台北大橋 － WikiMapia上的介紹